# ウラジーミル・バキン

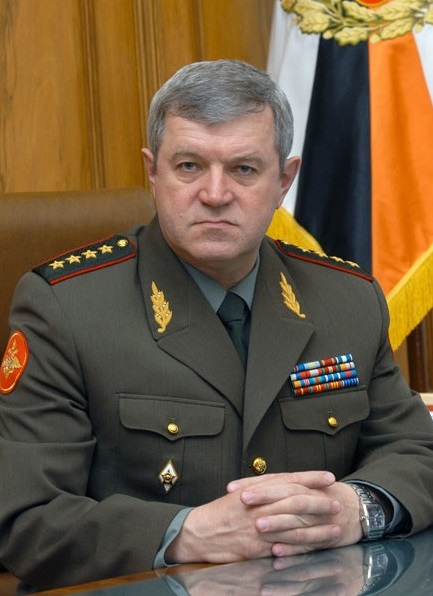

ウラジーミル・バキン（ロシア語: Владимир Бакин、1953年11月25日 -）は、ロシア連邦の軍人。モスクワ軍管区司令官。上級大将。アムール州イワノフスキー地区チェレンホヴォ村出身。

## 軍歴
1975年、極東高等諸兵科共通指揮学校卒業。沿カルパチア軍管区で小隊長、中隊長、大隊長を歴任。
1986年、M.V.フルンゼ名称軍事アカデミーを卒業。1986年〜1993年、ザバイカル軍管区の連隊参謀長、連隊長、師団参謀長。
1995年、ロシア連邦軍参謀本部軍事アカデミーを卒業し、第11軍第18親衛自動車化狙撃師団長に任命。1998年1月からバルト艦隊地上・沿岸部隊参謀長、1999年12月から司令官。
2001年9月、シベリア軍管区参謀長、2005年1月、沿ヴォルガ・ウラル軍管区参謀長。
2005年6月6日、モスクワ軍管区司令官に任命。2007年2月、ニコライ・ロゴシュキンと共に上級大将に昇進。

## パーソナル
妻帯、1男1女を有する。
「武勲に対する」、「ソ連軍における祖国への奉仕に対する」勲章、メダル15個を受賞。